# ラウレンティウ・ブラネスク
ラウレンツィウ・コンスタンティン・ブラネスク（Laurențiu Constantin Brănescu, 1994年3月30日 - ）は、ルーマニア・ルムニク・ヴルチャ出身のサッカー選手。ポジションはGK。

## 経歴
地元のCSMルムニク・ヴルチャでキャリアを始める。ルーマニアU-19代表のレギュラーを務め、その活躍がユヴェントスFCのスカウトの目に留まり4年契約を結んだ。最初の年はU-19のカテゴリーでプレイして翌年にトップチームに昇格。第4GKとして登録されている。母国ではルーマニア代表の未来を担うと期待されている。
2013年7月、SSユーヴェ・スタビアへ期限付き移籍。
2014年1月、SSヴィルトゥス・ランチャーノ1924へ期限付き移籍。2015年1月から半年間はハンガリーのソンバトヘイ・ハラダーシュへの、同年7月からはキプロスのオモニア・ニコシアへのレンタルでプレーした。
2016-17シーズンより2年間のローンでFCディナモ・ブカレストに加入することが決定し、5年振りに母国に復帰した。